# Acnemia asiatica
Acnemia asiatica är en tvåvingeart som beskrevs av Senior-white 1924. Acnemia asiatica ingår i släktet Acnemia och familjen svampmyggor.
Artens utbredningsområde är Sri Lanka. Inga underarter finns listade i Catalogue of Life.